# Jack Fina
Jack Fina (Passaic, New Jersey, 13 augustus 1913 – Sherman Oaks, 14 mei 1970) was een bigbandleider, songwriter en pianist. Hij stond bekend als "De tien meest getalenteerde vingers op de radio".

## Biografie
Fina studeerde aan New York College of Music. In de jaren dertig speelde hij in het orkest van Clyde McCoy, maar hij werd pas beroemd nadat hij in 1936 pianist werd bij Freddy Martin en meespeelde op Martins beroemde opname "Tonight We Love". Voor Martin arrangeerde Fina "Flight of the Bumble Bee" van Nikolaj Rimski-Korsakov en dit swingnummer, onder de titel "Bumble Boogie" uitgekomen op RCA Victor, haalde de zevende plaats in de Amerikaanse Billboard-lijst
Fina was zo'n tien jaar bij Martin, daarna begon hij in 1946 zijn eigen 16-koppige bigband. Hij debuteerde hiermee in het Claremont Hotel, met de vocalisten Harry Prime en Gil Lewis. Dankzij radio-exposure en platen (uitgekomen op MGM) werd Fina nationaal bekend en kon hij gaan werken in toplocaties als de Waldorf-Astoria, de Aragon Ballroom en de Balinese Room, een beroemd illegaal casino/nachtclub in Galveston. Hij verscheen in verschillende films, waaronder Melody Time (met Bumble Boogie), 1948) en Disc Jockey (1951). Als songwriter kwam hij met nummers als Dream Sonata (zijn herkenningsnummer), Chango en Piano Portraits. In Fina's orkest speelden enkele bekende jazzmusici, waaronder Bob Bates, Paul Desmond, Virgil Gonsalves en Herb Geller.
In de jaren vijftig bracht hij de omvang van zijn band noodgedwongen terug. Hij ging in San Francisco wonen, werkte hier met zijn orkest en had later een talentenburo met zijn manager Al King. Begin jaren 60 leidde Fina zijn kleine groep in het Beverly Hills Hotel, waar hij (met een onderbreking) acht jaar stond, met succes. Dat decennium had hij ook een (solo)optreden in de tv-show van Dick Sinclair.
Fina overleed op 56-jarige leeftijd aan de gevolgen van een hartaanval in het Beverly Hills Hotel, in zijn huis in Sherman Oaks. Hij ligt begraven op Forest Lawn Cemetery, Hollywood Hills.
- Biblioteca Nacional de España: XX1142008
- Bibliothèque nationale de France: cb13795228s (data)
- Gemeinsame Normdatei: 134718224
- International Standard Name Identifier: 0000 0000 6157 149X
- Library of Congress Control Number: no95047238
- MusicBrainz: d8219e84-28fa-44d0-9c9c-020d2008911b
- Nederlandse Thesaurus van Auteursnamen: 329170635
- Virtual International Authority File: 86864688
- WorldCat: E39PBJmP4DCBg7J3yCJMQrjt8C